# Franz Mannsbarth
Franz Mannsbarth (ur. 22 listopada 1877 w Igławie na Morawach, zm. 2 października 1950 w Payerbach w Dolnej Austrii) – pionier lotnictwa austriackiego.

## Życiorys
Franz Mannsbarth urodził się w 1877 roku jako syn lekarza pułkowego. Ponieważ wcześnie stracił rodziców, dorastał w sierocińcu w Bad Fischau. Po ukończeniu szkoły średniej w 1896 roku rozpoczął służbę w 53 pułku piechoty w Zagrzebiu. W 1901 roku awansował na  porucznika (Oberleutnant). Od 1906 roku służy w wojskach balonowych w K.u.k. Luftfahrtruppen. Jako przedstawiciel Austro-Węgier wziął udział w 1909 roku w Międzynarodowej Wystawie Transportu Sterowcowego zorganizowanej we Frankfurcie. Podczas zorganizowanych wtedy zawodów balonowych zwyciężył pokonując trasę Zurych - Pilzno jako pierwszy spośród 51 zawodników.
Wraz z inżynierem Hansem Otto Staglem zbudował, finansowany ze środków prywatnych, sterowiec nazwany Stagl-Mannsbarth. Mimo licznych udanych lotów testowych w 1911 roku armia nie zdecydowała się na zakup i w 1914 roku Stagl i Mannsbarth zostali zmuszeni do rozbiórki konstrukcji i sprzedaży poszczególnych części.  

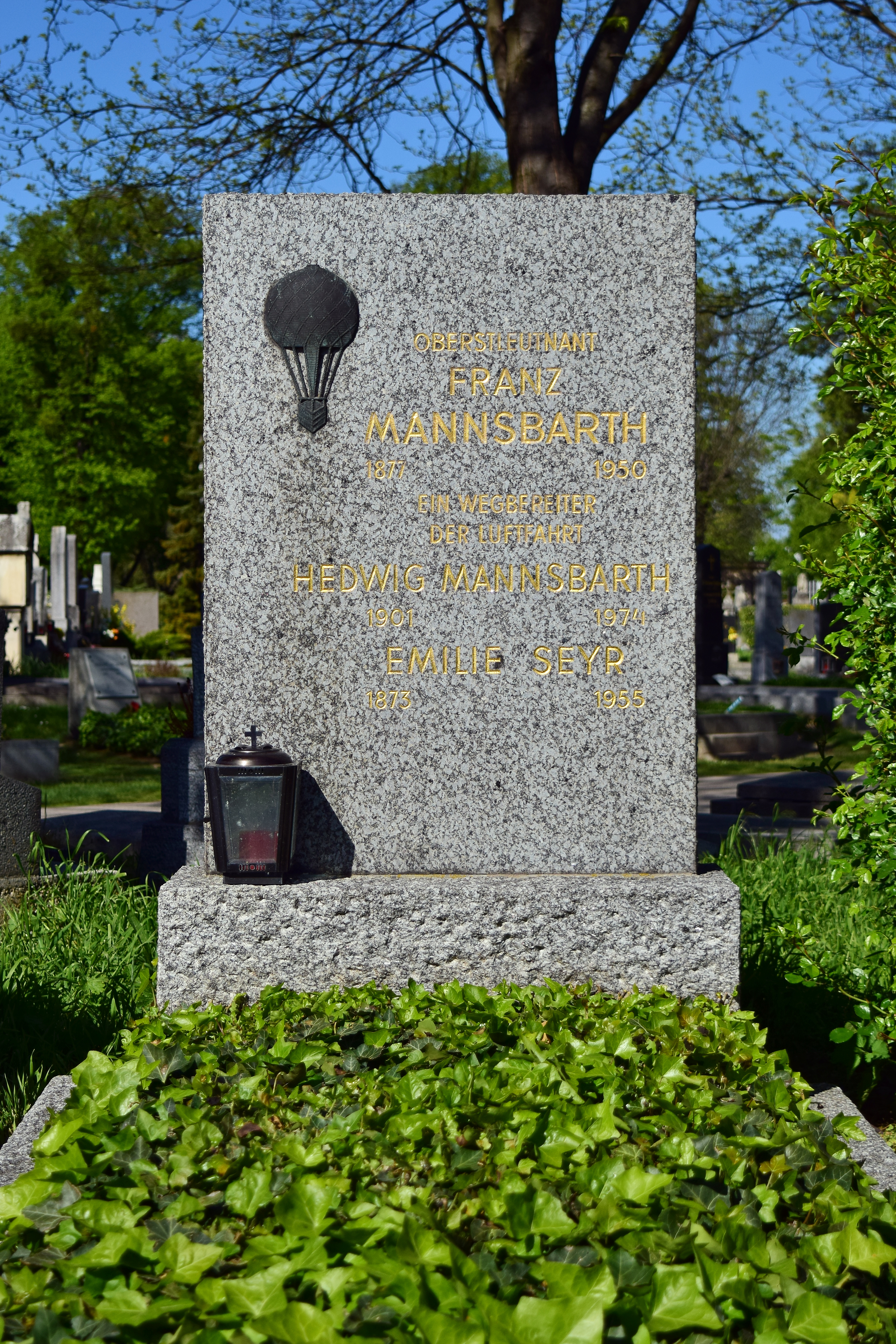
Grób na Cmentarzu Centralnym w Wiedniu

Podczas pierwszej wojny światowej Mannsbarth wykonywał loty zwiadowcze. W 1917 roku doznał kontuzji w Karpatach, przez co początkowo nie był w stanie latać balonem i do końca wojny pracował jako major w dowództwie armii. W 1918 roku został odznaczony Krzyżem Oficerskim Orderu Franciszka Józefa.
W 1920 roku awansował na pułkownika, ale w 1921 roku przeszedł na emeryturę. Nadal pracował w przemyśle. Był wiceprezesem austriackiego Aero Clubu. Jego żona Jadwiga także latała balonem, uzyskując w 1929 roku licencję balonową.
Po II wojnie światowej był wiceprezesem Aero Club. Franz Mannsbarth zmarł 2 października 1950 roku Payerbach w Dolnej Austrii. Został pochowany na Cmentarzu Centralnym w Wiedniu, a w 1974 roku została wraz z nim pochowana również jego żona.

## Udział w Pucharze Gordona Bennetta
Po raz pierwszy wziął udział w zawodach w 1912 roku. W 1932 roku ponownie wziął udział w zawodach o  Puchar Gordona Bennetta, zajmując ostatnie 16. miejsce. Startował na balonie Ernst Brandenburg razem z  baronem von Effhofen. Był to jedyny udział załogi austriackiej w zawodach w okresie dwudziestolecia międzywojennego

## Upamiętnienie
W 1964 roku ulica w Wiedniu w dzielnicy Donaustadt została nazwana na jego cześć Mannsbarthgasse.